# Fear Street, partie 1 : 1994
Série Fear Street
Partie 2 : 1978
(2021)
Pour plus de détails, voir Fiche technique et Distribution.
Fear Street, partie 1 : 1994 (Fear Street Part One: 1994), intitulé à l’écran Fear Street 1994, est un film américain coécrit et réalisé par Leigh Janiak, sorti en 2021 sur Netflix.
Basé sur la série littéraire Fear Street de l'écrivain américain R. L. Stine, il s'agit du premier volet de la série de films du même titre, ainsi que du premier film de la trilogie originale.
Il suit un groupe de jeune de Shadyside dans l'Ohio, une ville considérée comme la capitale du meurtre aux États-Unis. Pour les habitants de la ville, cette dernière a été maudite par Sarah Fier, une femme exécutée pour sorcellerie en 1666.

## Synopsis
1994. La ville de Shadyside est secouée par une nouvelle nuit meurtrière au cours de laquelle Heather Watkins, une lycéenne employée au centre commercial de la ville est assassinée par son ami Ryan portant un déguisement de squelette provenant de la boutique où il travaillait. Alors que plusieurs employés sont retrouvés morts, Ryan est abattu par le shérif.
La tragédie est relayée par les médias locaux comme étant malheureusement courante pour la tristement célèbre ville la plus meurtrière des États-Unis.
Pour la majorité de ses camarades du lycée de Shadyside, Heather est une victime de plus de la malédiction lancée sur les habitants de la ville par Sarah Fier, une femme exécutée pour sorcellerie en 1666.
Deena Johnson, elle, ne croit pas à l’existence de la sorcière contrairement à son frère Josh, convaincu que la ville est bel et bien le théâtre d’une malédiction. Récemment séparée de Sam qui a déménagé à Sunnyvale, elle se retrouve entourée de ses deux amis Kate et Simon, deux mauvaises graines de Shadyside ayant eux aussi une vie plutôt compliquée.
Lors d'une veillée organisée à Sunnyvale (ville jumelle de Shadyside) en à la mémoire des victimes de la tragédie du Centre Commercial de Shadyside, Deena retrouve Sam bien décidée à régler ses comptes avec elle.
Elles sont interrompues par des heurts opposant les lycéens des deux villes. C’est sur le trajet du retour que les choses se compliquent quand une voiture poursuit le bus ramenant les élèves chez eux : leurs occupants accompagnés de Sam portent le même costume que le meurtrier. Poussée par la colère, Deena décide de renverser un seau de glace sur le capot de la voiture, mais cause un accident plus grave que ce qu’elle pensait qui mène Sam à l’hôpital.
Avant qu'elle ne soit emmenée, Sam a une vision de la sorcière. La nuit suivante, Deena et ses amis commencent à être harcelés par ce qu'ils pensent initialement être le petit ami de Sam : Peter portant ce même costume de squelette. Cependant, lorsque Deena et ses amis rendent visite à Sam, Peter et plusieurs employés de l'hôpital sont assassinés par le tueur au masque de crâne. Après avoir entendu parler de la vision de Sam, le groupe se rend compte que l'accident a perturbé la tombe de Sarah Fier et que Sam a saigné sur ses os. Ils se rendent également compte que les tueurs ne veulent que Sam et qu'ils ne peuvent pas être arrêtés en réenterrant le corps ou en détruisant les tueurs.
Grâce à la collection de coupures de presse de Josh sur les meurtres de Shadyside, ils découvrent que C. Berman, une survivante du massacre du Camp Nightwing en 1978, est morte et a été réanimée et pensent que c’est la clé pour sauver Sam et se débarrasser des tueurs envoyés par la sorcière. Ils tentent de l'appeler sans succès. Ils organisent un plan pour tuer et ranimer Sam en utilisant un cocktail de médicaments au supermarché où Simon travaille. Les tueurs de Shadyside attaquent, ruinent le plan initial et assassinent Simon et Kate. Deena noie Sam qui est volontaire en la suppliant de la ramener. Les tueurs disparaissent et Deena réussit à ranimer Sam en utilisant des injecteurs d’adrénaline et un massage cardiaque.
Par la suite, la police décide de rejeter la faute sur Simon et Kate, connus pour avoir revendu de la drogue. Sam et Deena se réconcilient et sortent publiquement en couple. Plus tard dans la nuit, alors que Sam est chez elle, Deena reçoit un appel de C. Berman qui lui dit qu'il n'y a pas moyen d'échapper à la sorcière. Sam, maintenant possédée, attaque Deena qui parvient à la ligoter.
Deena et Josh amènent Sam chez C. Berman et lui demandent des explications sur les événements du camp Nightwing et comment elle a survécu depuis.

## Fiche technique
Sauf indication contraire, les informations mentionnées dans cette section peuvent être confirmées par la base de données cinématographiques IMDb,  présente dans la section « Liens externes ».
- Titre original : Fear Street Part One: 1994
  - Titre original à l'écran : Fear Street 1994
- Titre français : Fear Street, partie 1 : 1994
- Réalisation : Leigh Janiak
- Scénario : Phil Graziadei et Leigh Janiak, d'après une histoire co-écrite avec Kyle Killen et basé sur Fear Street de R. L. Stine
- Musique : Marco Beltrami et Marcus Trumpp
- Direction artistique : Sean Brennan
- Décors : Scott Kuzio
- Costumes : Amanda Ford
- Photographie : Caleb Heymann
- Montage : Rachel Goodlett Katz
- Production : Peter Chernin, David Ready et Jenno Topping
  - Producteurs délégués : Kori Adelson, Yvonne Bernard, Timothy Bourne et Leigh Janiak
- Société de production : Chernin Entertainment
- Société de distribution : Netflix
- Pays d'origine :  États-Unis
- Langue originale : anglais
- Format : couleur — 2.39:1 — son Dolby Digital
- Genres : horreur, fantastique
- Durée : 107 minutes
- Date de sortie :
  - États-Unis : 28 juin 2021 (avant-première à Los Angeles en Californie)
  - Monde : 2 juillet 2021 (Netflix)
- Classification :
  - États-Unis : R – Restricted (Interdit aux moins de 17 ans)

## Distribution
- Kiana Madeira (VF : Emmylou Homs) : Deena Johnson
- Olivia Scott Welch (VF : Valérie Bescht) : Samantha « Sam » Fraser
- Benjamin Flores Jr. (VF : Jonathan Gimbord) : Josh Johnson
- Julia Rehwald (VF : Lisa Caruso) : Kate Schmidt
- Fred Hechinger (VF : Julien Crampon) : Simon Kalivoda
- Ashley Zukerman (VF : Alexandre Gillet) : Nick Goode
- Darrell Britt-Gibson (en) (VF : Jhos Lican) : Martin P. Franklin
- Maya Hawke (VF : Anais Delva) : Heather Watkins
- Jordana Spiro : Mary Lane
- Jordyn DiNatale : Ruby Lane
- Charlene Amoia (en) : Rachel Thompson
- David W. Thompson (en) : Ryan Torres
- Jeremy Ford (VF : Aurélien Raynal) : Peter
- Matthew Zuk (VF : Nicolas Dangoise) : Will Goode
- Elizabeth Scopel (VF : Charlotte Hervieux) : Sarah Fier
- Lloyd Pitts : Thomas Slater
- Lacey Camp (VF : Marjorie Frantz) : Mme Fraser
- Gillian Jacobs (VF : Karine Foviau) : Christine « Ziggy » Berman (voix)

## Production

### Développement
En octobre 2015, il est dévoilé que 20th Century Fox développe une adaptation cinématographique de la série littéraire Fear Street de l'écrivain américain R. L. Stine avec la société de production Chernin Entertainment.
En 2017, Kyle Killen signe pour écrire un script, et Leigh Janiak rejoint le projet en tant que réalisatrice et réécrit le scénario avec Phil Graziadei. Il est par la suite dévoilé que le studio prépare en réalité une trilogie dont chaque films se déroule à une époque différente avec pour projet de les sortir avec un mois d'écart.

### Distribution des rôles
En février 2019, Kiana Madeira et Olivia Welch rejoignent la distribution pour jouer deux adolescentes lesbiennes. Le mois suivant la participation de Benjamin Flores Jr, Ashley Zukerman, Fred Hechinger, Julia Rehwald et Jeremy Ford est annoncée. En mai, Darrell Britt-Gibson signe pour jouer un rôle dans le film, suivi par Maya Hawke, Jordana Spiro et Jordyn DiNatale.

### Tournage
Les trois films de la trilogie ont bénéficié d'un tournage simultané. Le tournage démarre en mars 2019 à Atlanta et East Point dans l'état de Géorgie. Il se termine en septembre 2019.

### Musique
En mai 2021, il est dévoilé que Marco Beltrami composera la musique des trois films de la trilogie et qu'il sera accompagné d'un compositeur différent sur chacun d'entre eux : Sur 1994, il a co-composé la musique avec Marcus Trumpp.

## Accueil

### Sortie
Lors de l'annonce du projet, 20th Century Fox dévoile que les trois films de la trilogie sortiront au cinéma avec un mois d'écart entre eux : 1994 était prévu pour une sortie au mois de juin 2020. En mars 2019, à la suite de l'acquisition de 21st Century Fox par Disney, la Walt Disney Company hérite du projet qu'elle distribuera via 20th Century Studios.
En mars 2020, le studio retire temporairement le film de son planning en réponse à la fermeture des cinémas dans plusieurs pays à la suite de la pandémie de Covid-19. Néanmoins, en avril, Disney et Chernin Entertainment mettent un terme à leurs contrat de distribution et la société signe un contrat d'exclusivité avec le service Netflix. En août, dans le cadre de la fin du contrat, Disney revend les droits de la trilogie à Netflix. Le service annonce que les trois films seront mis en ligne sur trois semaines au mois de juillet 2021 : 1994 est alors programmé pour le 2 juillet 2021.

### Critique
Aux États-Unis, le film a reçu des critiques principalement positives. Sur le site agrégateur de critiques Rotten Tomatoes, il obtient un score de 83 % de critiques positives, avec une note moyenne de 7,10/10 sur la base de 75 critiques positives et 15 négatives, lui permettant d'obtenir le label « Frais », le certificat de qualité du site. Le consensus critique établi par le site résume que le film « démarre la trilogie de manière prometteuse, honorant le matériel d'origine avec le charme des slasher rétro ».
Sur un autre site agrégateur de critiques, Metacritic, le film obtient un score positif de 67/100 sur la base de 20 critiques collectées.
Au contraire de la France, le film a reçu des critiques plutôt mitigés. Sur Allociné, il a obtenu 2,7/5 selon la presse.

## Suites
Fear Street est une trilogie, le film est suivi par Fear Street, partie 2 : 1978 et par Fear Street, partie 3 : 1666, tous réalisés par Leigh Janiak.